# Leopoldo Pirelli

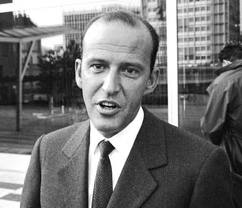
Leopoldo Pirelli

Leopoldo Pirelli (* 27. August 1925 in Velate Varesino; † 23. Januar 2007 in Portofino) war ein italienischer Unternehmer.
Leopoldo Pirelli, jüngerer Sohn des Pirelli-Erben Piero Pirelli (1881–1956), übernahm nach dem Unfalltod seines Bruders Giovanni 1970 die alleinige Führung des 1872 von seinem Großvater Giovanni Battista Pirelli (1848–1932) gegründeten Konzerns Pirelli & C. SpA, der auf die Herstellung von Produkten aus Kautschuk spezialisiert ist.
1992 übergab Pirelli die Firmenleitung an Marco Tronchetti Provera, den damaligen Ehemann seiner Tochter Cecilia. Pirelli selbst blieb aber bis 1996 Vorsitzender des Aufsichtsrats und war anschließend bis zu seinem Tode Ehrenvorsitzender des Reifenherstellers.